# Pando (copac)

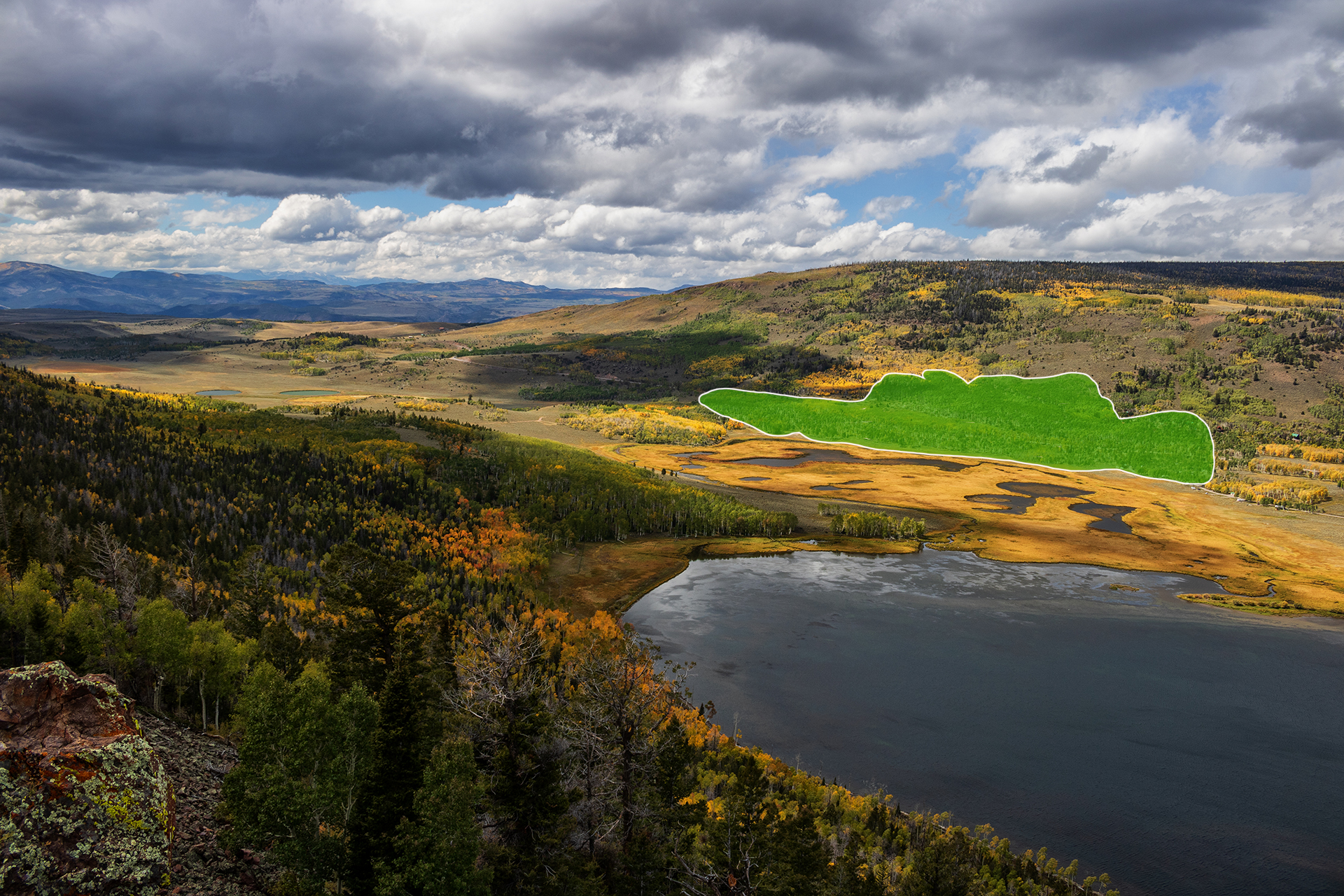
Poziția și întinderea aproximativă a lui Pando

Pando (termen latinesc care înseamnă „Mă răspândesc”) este un organism clonal⁠(d) reprezentând un singur plop tremurător⁠(d) (Populus tremuloides) care se întinde pe circa 43 ha și este cel mai mare copac ca greutate, și cel mai mare copac după întindere, precum și cel mai mare organism clonal al genului plopilor. Pando a fost identificat ca un singur organism viu deoarece fiecare dintre cele circa 47.000 de tulpini posedă markeri genetici⁠(d) identici. Fiecare dintre tulpini este conectată în general la un sistem masiv de rădăcini interconectate, care coordonează producția de energie, apărarea și regenerarea pe toată întinderea sa. Situat în Districtul Forestier Fremont River din Pădurea Națională Fishlake⁠(d), de-a lungul zonei de tranziție dintre Platoul Colorado⁠(d) și Basin and Range⁠(d) din partea central-sudică a statului Utah, Statele Unite, Pando trăiește la 700 m vest de Lacul Fish⁠(d), cel mai mare lac natural montan de apă dulce din Utah.
Pando ocupă aproximativ 43 ha și se estimează că cântărește în total 6.000.000 kilograme (6.000 t), ceea ce îl face cel mai masiv organism cunoscut⁠(d). Termenii „organism” sau „plantă” au fost folosiți pentru a descrie calitatea superlativă a copacului, dar Pando este o clonă de plop și, în mod colocvial, iubitorii de copaci numesc pur și simplu minunea botanică „Arborele Pando”. Deși Copacul generalul Sherman⁠(d) este cel mai mare arbore cu tulpină unică, sistemele de clasificare pentru definirea celor mai mari copaci variază considerabil, ceea ce duce la o anumită confuzie cu privire la statutul lui Pando în lumea copacilor. De exemplu, în Statele Unite, Registrul Oficial al Copacilor Campioni definește cei mai mari copaci într-un mod care variază de la specie la specie, și în acest caz, Pando este cel mai mare plop (Populus tremuloides). În silvicultură, cei mai mari copaci sunt măsurați prin volumul cel mai mare al unei singure tulpini, indiferent de specie. Astăzi nu există nicio clasificare a copacilor mari care să califice dimensiunea lui Pando, deoarece este cea mai mare clonă de plop, cel mai mare copac după greutate și suprafață de teren combinate. Mulți subliniază că Pando este cel mai mare organism clonal, dar și sequoia se pot reproduce prin clonare. În plus, multe organisme care nu sunt plante concurează pentru această distincție. Unii au afirmat că Pando este cea mai mare plantă, însă această distincție revine unei colonii de iarbă de mare din Pacificul de Sud, Posidonia australis⁠(d).
Pando este o descoperire recentă a cărei scară a fost verificată abia în 2008, și se cunosc puține lucruri despre originile lui și despre modul în care integritatea sa genetică a fost susținută de-a lungul unei perioade atât de lungi (între 9.000 și 12.000 de ani). Cercetătorii au susținut că viitorul lui Pando este incert din cauza unei combinații de factori, inclusiv seceta, pășunatul⁠(d) și stingerea incendiilor⁠(d).
Astăzi, asociația Friends of Pando, Serviciul Forestier al Statelor Unite ale Americii⁠(d) și cercetătorii lucrează împreună pentru a studia, monitoriza și proteja copacul. Printre alte organizații care îl studiază și îl protejează pe Pando se numără Western Aspen Alliance și Grand Canyon Trust în sectorul privat și Departamentul pentru Resurse pentru Faună Sălbatică al statului Utah în sectorul guvernamental.

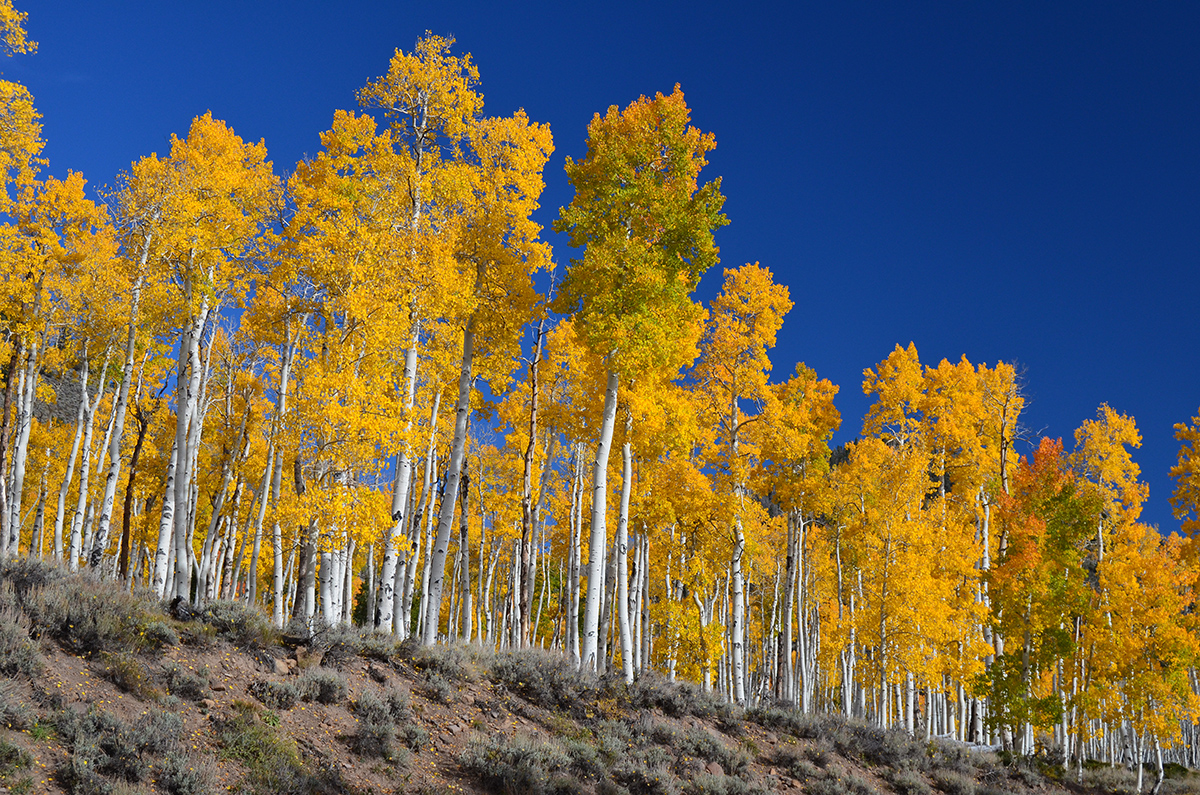
Tulpini ale lui Pando în

## Descoperire, numirea și verificarea
Arborele Pando a fost identificat în 1976 de către Jerry Kemperman și Burton V. Barnes⁠(d). Într-o biografie postumă a colegului lui Burton V. Barnes, Daniel Kashian detaliază descoperirea copacului:
„Ca parte din munca sa de studiere a plopilor din Vest, Burt a început să analizeze o clonă extrem de mare de plop tremurător aflată la sud-vest de Lacul Fish din Utah, pe la sfârșitul anilor 1960 și începutul anilor 1970. Folosind fotografierea aeriană și aceleași tehnici de diferențiere morfologică pe care le dezvoltase pntru plopi la UMBS pentru disertația lui, Burt a tras concluzia că pădurea de plopi care acoperea circa 43 ha este o singură clonă de plop, foarte probabil «cel mai mare organism din lume». Cu excepția unei singure publicări despre dimensiunea clonei de plop și o altă poveste frumoasă de spus studenților, studiile lui Burt despre clona de la Lacul Fish au rămas relativ obscure.”—Daniel M. Kashian, BURTON V. BARNES (1930–2014)
Lucrările desfășurate de Fishlake National Forest pentru a înțelege și proteja arborele au început în 1987, conform interviurilor și articolelor scrise de Fishlake Forest, precum și relatărilor culese de Friends of Pando. Pe baza lucrării lui Barnes și Kempermans din 1976, Michael Grant, Jeffrey Mitton și Yan Linhart de la Universitatea Statului Colorado din Boulder⁠(d) au reexaminat clona în 1992, botezând-o „Pando” și declarând-o cel mai mare organism din lume după greutate. Ambele echipe de cercetători l-au descris pe Pando ca fiind o singură clonă masculină de plop pe baza caracteristicilor sale morfologice, cum ar fi producția de polen, frunzele și structura rădăcinilor. O prelevare și o analiză genetică la scară largă au fost publicate în 2008 de Jennifer DeWoody de la Serviciul Forestier al SUA, Carol Rowe, Valerie Hipkins și Karen Mock de la Universitatea Statului Utah⁠(d), care a confirmat analiza morfologică anterioară efectuată de către Barnes, Kemperman, Mitton Grant și Linhart, și a confirmat că Pando este de fapt o singură colonie clonală care funcționa ca un singur copac răspândit pe o întindere de 43 ha.

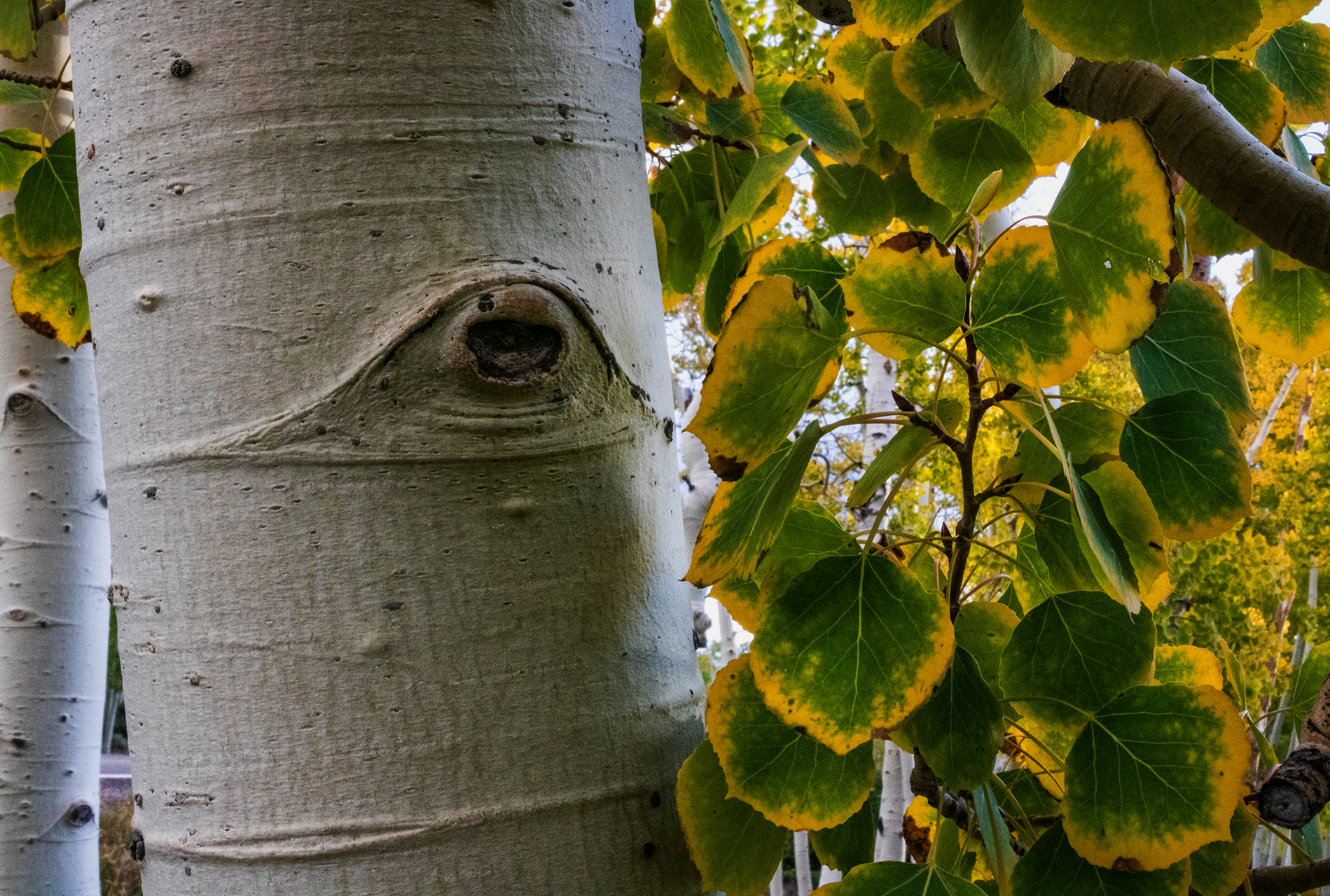
Prim-plan al unui trunchi cu frunze

## Cercetare și protecție
La sfârșitul anului 1987, Fishlake National Forest a început să lucreze pentru a îndepărta copacii bolnavi și pentru a promova o nouă creștere a copacului care încă nu fusese numit, folosind tăierea pentru lăstărire, stimularea mecanică și focul la nivelul solului pentru a elimina simultan tulpinile bolnave în timp ce stimulează regenerarea. În 1993, Fishlake National Forest a început lucrările la „Proiectul de Regenerare a Plopilor”, instalând garduri pentru a ajuta la controlul căprioarelor și elanilor care riscau să distrugă rezultatele productive ale proiectului de regenerare. Astăzi, 21 ha din Pando sunt protejate de garduri de 2,5 m pentru a controla populațiile de cerb catâr (Odocoileus hemionus) și cerb wapiti (Cervus canadensis) și pentru a controla utilizarea umană, cum ar fi pășunatul permis pentru vitele domestice (Bos taurus).
Ratele de regenerare în porțiuni ale „Proiectului de Regenerare a Plopilor”, care a început în anii 1990 și a fost extins în 2014, s-au arătat promițătoare pe baza dovezilor fotografice și a sondajelor repetate de către administratorii terenurilor, oameni de știință și grupuri de conservare din 1993 și până astăzi. Chiar și așa, mulți au susținut că trebuie depuse mai multe eforturi pentru a controla fauna sălbatică, deoarece Pando este înconjurat de 700 de mile pătrate de rezervație naturală de facto gestionată de oameni, grupuri și agenții care nu se preocupă în principal de sustenabilitatea lui Pando în politicile lor de gestionare a terenurilor. Paul Rogers și Darren McAvoy de la Universitatea Statului Utah au finalizat o evaluare a stării lui Pando în 2018 și au subliniat importanța reducerii consumului de către cerbii catâr ca fiind esențială pentru conservarea lui Pando pentru viitor. În 2019, Rogers și Jan Šebesta au cercetat și altă vegetație în afară de plop, aflată în zona ocupată de Pando, găsind un sprijin suplimentar pentru concluzia lor din 2018 conform căreia interacțiunile dintre pășunat și gestionarea din trecută și cea continuă ar fi putut avea efecte adverse asupra rezistenței pe termen lung a lui Pando la schimbare. În 2023, o echipă de cercetători, ingineri funciari, biologi ai vieții sălbatice și grupuri de cetățeni oameni de știință au început programe pe termen lung pentru a monitoriza cerbii și elanii folosind zgarde GPS și camere pentru animale sălbatice pentru a înțelege mai bine cum relația între fauna sălbatică și copac.

## Mărimea și vârsta
Cei mai mulți sunt de acord, pe baza lucrărilor lui Barnes și a lucrărilor ulterioare, că Pando cuprinde 42,89 ha, cântărește aproximativ 6.000 t și are aproximativ 47.000 de tulpini, care mor fiecare individual și sunt înlocuite cu tulpini identice din punct de vedere genetic care cresc în sus din vastul sistem de rădăcini al copacului, un proces cunoscut sub denumirea de „lăstărire”. Se estimează că sistemul de rădăcini are câteva mii de ani, modelarea habitatului sugerând o vârstă maximă de 14.000 de ani. Tulpinile individuale nu trăiesc de obicei mai mult de 100–130 de ani.
Mitton și Grant rezumă dezvoltarea tulpinilor în clonele de plop astfel:
„... plopul tremurător se reproduce în mod regulat printr-un proces numit lăstărire. O tulpină individuală poate trimite rădăcini laterale care, în condițiile potrivite, trimite în sus alte tulpini verticale; din toate aparițiile deasupra solului, noile tulpini par a fi fiecare un copac individual. Procesul se repetă până se formează un pâlc întreg de ceea ce pare a fi copaci individuali. Această colecție de tulpini multiple formează toate un singur individ, din punct de vedere genetic, denumit de regulă «clonă».”

### Gama estimărilor vârstei
Datorită înlocuirii progresive a tulpinilor și rădăcinilor, vârsta totală a unei clone de plop nu poate fi determinată prin dendrocronologie. În cazul lui Pando, au fost sugerate, prin urmare, vârste de până la 1 milion de ani. De regulă, se dă vârsta de 80.000 de ani, dar această afirmație derivă dintr-o pagină web a Serviciului Parcurilor Naționale⁠(d) care acum nu mai există, și care a modificat acea afirmație în 2023, pentru că era în contradicție cu estimarea post-glacială a Serviciului Silvic⁠(d). Pe Platoul Lacului Fish, s-au format ghețari în mod repetat în ultimele câteva sute de mii de ani, iar Bazinul Lacului Fish ocupat de Pando fusese umplut parțial de gheață nu mai devreme de ultimul maxim glaciar⁠(d). Ca atare, orice vârstă mai mare de circa 16.000 de ani ar putea fi posibilă doar dacă Pando ar fi supraviețuit cel puțin glaciațiunii Pinedale⁠(d), lucru care pare puțin probabil conform estimărilor actuale ale vârstei lui Pando și modelării variației climei locale.
Estimările vârstei lui Pando au fost influențate și de schimbările în înțelegerea mecanismelor de formare a clonelor de plop în vestul Americii de Nord. Sursele anterioare au susținut că germinarea și implantarea cu succes a plopului pe locuri noi au avut loc rar în ultimii 10.000 de ani și, prin urmare, sistemul de rădăcini al lui Pando avea probabil peste 10.000 de ani. Observații mai recente au arătat însă că apariția de puieți de noi clone de plop este o întâmplare obișnuită și poate avea loc în mod abundent pe locurile expuse la incendii de pădure. Aceste constatări sunt rezumate în Sistemul de informații privind efectele incendiilor de la Serviciul Forestier al SUA:
„Kay a documentat apariția de plopi tremurători post-incendiu după incendiile din 1986 și 1988 din Parcurile Naționale Grand Teton și, respectiv, Yellowstone. El a găsit că lăstarii erau concentrați în sölle⁠(d) și alte depresiuni topografice, infiltrări, izvoare, maluri de lacuri, și zone riverane arse. Câțiva lăstari erau împrăștiați la întâmplare printre zonele arse. În Parcul Național Grand Teton, aparițiile de lăstari erau cele mai mari (950–2.700 de lăstari/ha) în 1989, un an ploios, dar în fiecare an apăreau sute până la mii de lăstari chiar și în condiții de secetă în perioadele 1986–1988 și 1990–1991. Lăstarii care supraviețuiau mai mult de un an erau prezenți exclusiv în zonele grav arse.”

## Pando în cultura populară
- În 2006, Serviciul Poștal al Statelor Unite a publicat un timbru care comemora plopul, numindu-l una dintre cele patruzeci de „Minuni ale Americii”.[31][32]
- În 2013, Pando a fost prezentat ca fundal și subiect al unui videoclip muzical pentru o campanie efectuată de elevii de clasa a IV-a din Monroe, Utah, Statele Unite ale Americii, pentru ca arborele statului Utah să fie schimbat din molidul de Colorado în plopul tremurător.[33][34] Cântecul cântat de copii a fost scris de artistul popular și compozitorul Clive Romney din Utah.[35] Campania a avut succes.
- În 2018, clona de plop Pando apare ca figură centrală în viața personajului Patricia Westerford din romanul lui Richard Powers The Overstory⁠(d).
- Filmul Disney din 2022 Strange World are o creatură numită „Pando” care prezintă asemănări cu arborele Pando real.
- În 2022, un episod al emisiunii TV de pe NBC „The Blacklist” intitulată „The Trembling Giant”[36] („uriașul tremurător”, o poreclă pentru Pando) prezintă o scenă în care personajul central Raymond „Red” Reddington detaliază funcționarea copacului.
- În 2022, Friends of Pando a publicat lucrări audio ale artistului Jeff Rice, documentând pentru prima dată funcționarea subterană a copacului.[37][38][39]
- În 2022, Pando a făcut obiectul unui număr al webcomic-ului xkcd⁠(d) publicat pe 23 decembrie (cu două zile înainte de Crăciun), care, chipurile, sugerează să se adăuge  la numeroasele recorduri mondiale ale lui Pando pe cel de cel mai mare brad de Crăciun din lume, prin rularea unui șir de lumini de Crăciun de 9300 de picioare lungime prin ramurile de-a lungul perimetrului său.[40]